# Comunità montana Monte Peglia e Selva di Meana

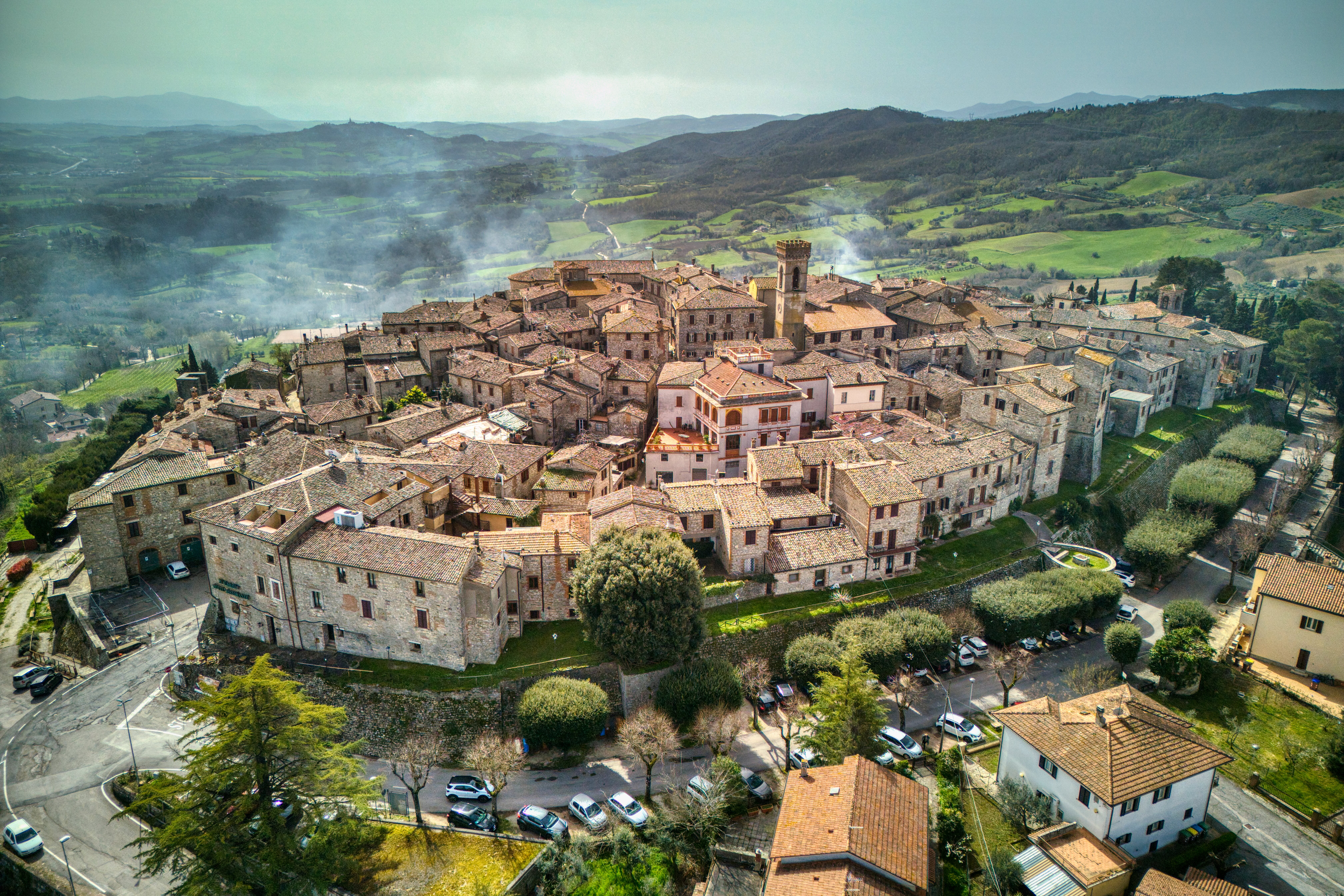
Monte Castello di Vibio

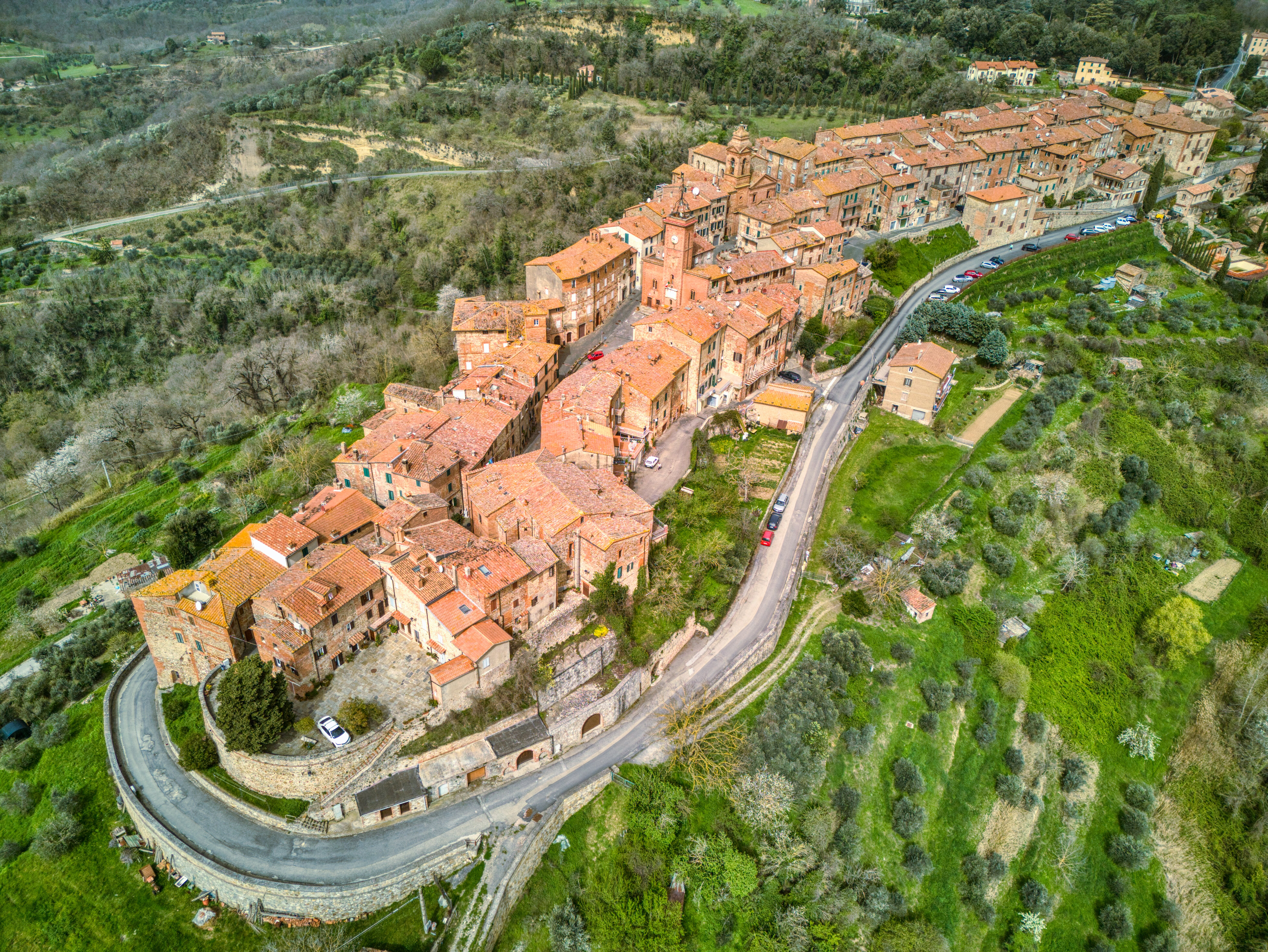
Monteleone d'Orvieto

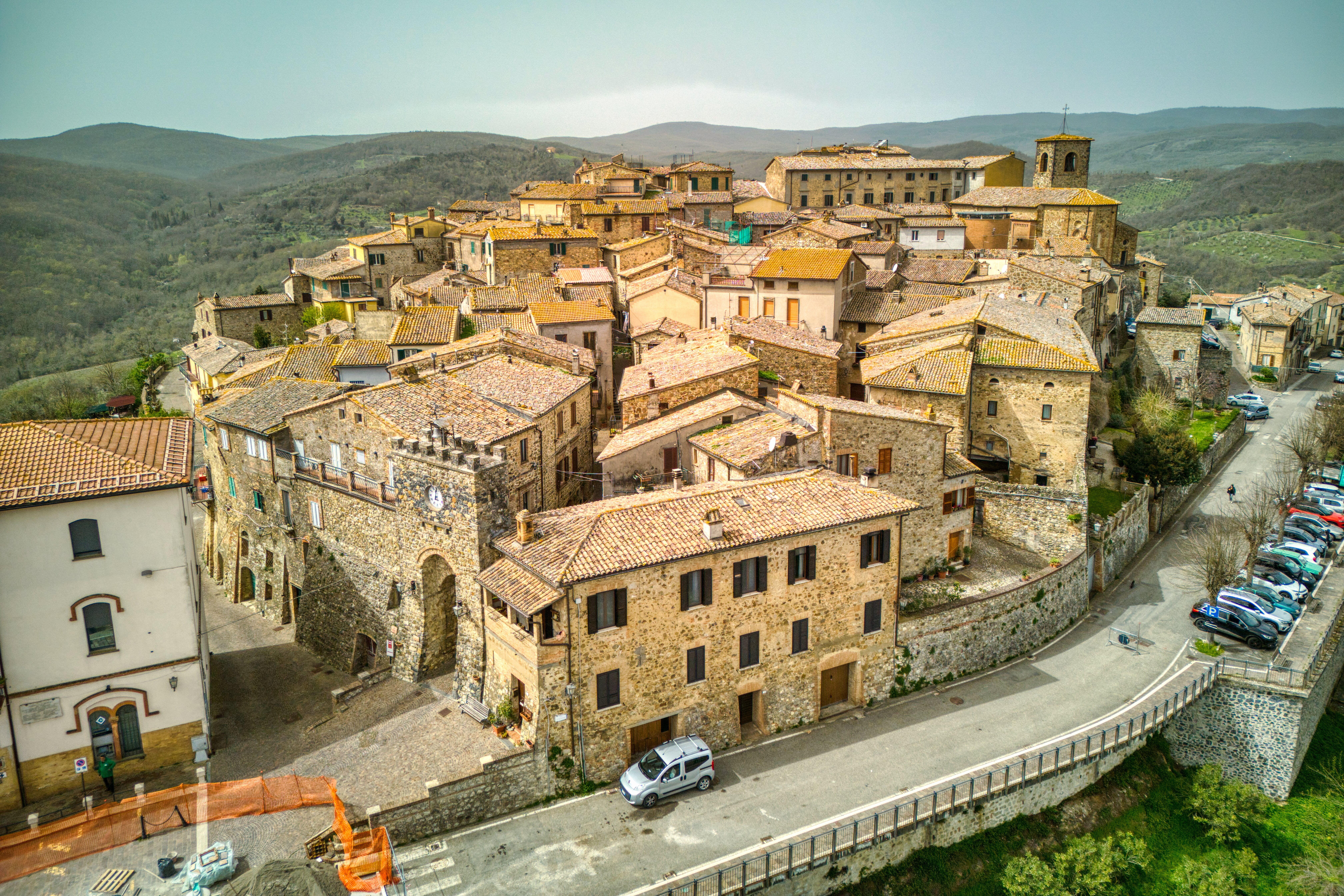
Allerona

La comunità montana Monte Peglia e Selva di Meana era un'associazione di 15 comuni riconosciuta come ente pubblico, a norma dell'art. 4 della Legge 1102 del 3/12/1971, con la sede principale a San Venanzo (TR).
Si estendeva nell'orvietano, in provincia di Terni e in parte della provincia di Perugia e associava i comuni di:
- Allerona (TR)
- Castel Giorgio  (TR)
- Castel Viscardo  (TR)
- Collazzone  (PG)
- Fabro  (TR)
- Ficulle (TR)
- Fratta Todina  (PG)
- Monte Castello di Vibio  (PG)
- Montegabbione  (TR)
- Monteleone d'Orvieto  (TR)
- Orvieto  (TR)
- Parrano (TR)
- Porano (TR)
- San Venanzo (TR)
- Todi  (PG)

L'ente, in questi ultimi anni,  ha subito una fusione, andando a costituire, la comunità montana dell'Orvietano Narnese Amerino Tuderte.
Tale ultimo ente a sua volta è stato sciolto, dalla regione, insieme a tutte le comunità montane umbre.

## Il parco dello S.T.I.N.A.
L'acronimo S.T.I.N.A. sta per Sistema Territoriale di Interesse Naturalistico del Monte Peglia e Selva di Meana; il parco, istituito nel 2000, interessa l'area alto-collinare e montana dei comuni di Monteleone d'Orvieto, Allerona, Castel Viscardo, Fabro, Ficulle, Montegabbione, Orvieto, Parrano, San Venanzo e Todi (unico comune della provincia di Perugia). Complessivamente lo S.T.I.N.A. si estende su di una superficie di 47.159 ha di cui 4.535 di area protetta.
Comprende al suo interno tre aree naturali, centri medievali ben conservati, siti paesaggistici di particolare interesse naturalistico, faunistico, paleontologico.
Le aree protette sono quelle:
- della Selva di Meana, la più grande,  che diverrà un parco interregionale di 6.000 ettari insieme la vicina riserva naturale del Monte Rufeno nel Lazio;
- dell'Elmo Melonta che interessa la Valdichiana umbra ed ha quale caratteristica una natura selvaggia poco accessibile;
- di San Venanzo, che con i suoi 120 ha è la più piccola, ma caratterizzata dalla presenza originale di una zona vulcanica con alcuni minerali e rocce uniche al mondo.